# Willem Hendrik Paling

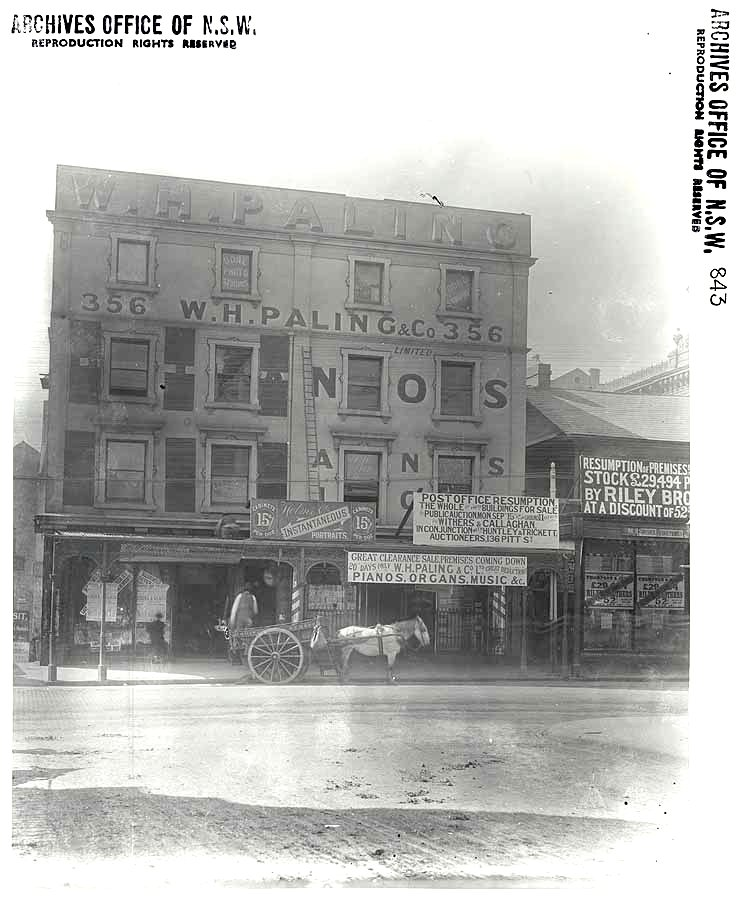
W.H. Paling Pianos (1891)

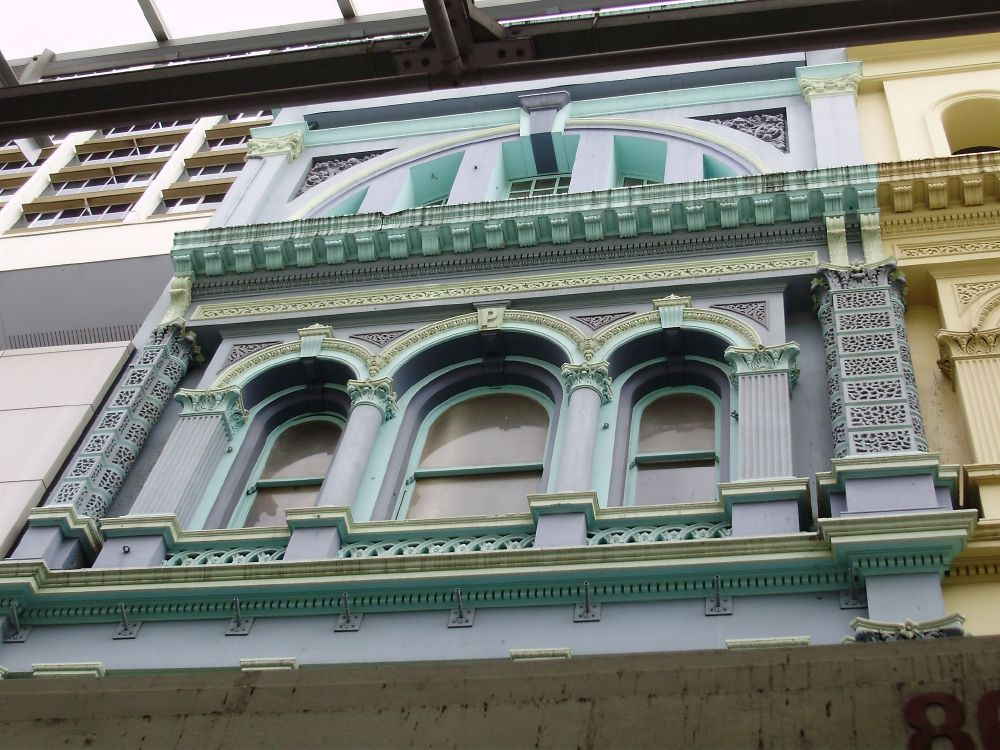
Palings Building in Brisbane (2009)

Willem Hendrik Paling, in Australië bekend als William Henry Paling (Rotterdam, 1 september 1825 - Sydney, 27 augustus 1895) was een Nederlands opkomend violist en componist en een Australisch pianobouwer en filantroop.
Hij was zoon van muziekuitgever en pianobouwer Jan Hendrik Paling en Aagje Paling. Broer Anton Adriaan Paling was organist en pianobouwer, die in de voetsporen van zijn vader stapte. Zelf trouwde hij met de Britse Mary Anna Maney, na haar overlijden hertrouwde hij met Anne Leeder. Hij werd begraven op Waverley Cemetary, Sydney.

## Nederlandse tijd
Willem Hendrik kreeg zijn muzieklessen van Berthold Tours, een muziekonderwijzer die een collega was van zijn vader. Tours gaf les aan de Muziekschool van de Maatschappij tot Bevordering der Toonkunst. Na die studie werd hijzelf er docent en werd in 1849 benoemd tot erelid van die maatschappij. Hij componeerde is die tijd ook een sonate in a-mineur, die in 1850 door een jury waarin Felix Mendelssohn-Bartholdy, Louis Spohr en Johannes Verhulst zaten beloond met een certificaat. Een werk voor viool en piano onderging in 1854 hetzelfde. Rond datzelfde jaar vertrok hij naar Australië, broer Richard Jan Paling zou snel volgen, eerst als musicus, maar later als vredesrechter en zelfs burgemeester.
In die stad begon hij met een startkapitaal van 480.000 gulden een handel in muziekinstrumenten (W.H. Paling & Co). Hij werd een vermogend man en filantroop. De muziekgids van Melchior noemt dat hij een klok schonk aan het stadhuis van Petersham (1886, gesloopt 1938) als ook een kerkorgel van het Prins Alfred Hospitaal. Hij was betrokken bij een gesticht voor verwaarloosde kinderen, gaf een donatie voor een revalidatiecentrum (Çarrington Aged Care; Grasmere land en vee; heeft in 2021 nog een Paling Court).

## Australische tijd
Bij aankomst in Sydney begon hij als concertviolist. Hij werd er echter ook muziekdocent aan Springfield College in Darlinghurst, een wijk van Sydney, een kostschool voor meisjes. Hij startte de handel in muziekinstrumenten; het waren gouden jaren in Sydney, hij importeerde daarop Europese muziekinstrumenten. Hij schreef ook de Sydney Railway Mars ter gelegenheid van de opening van de Spoorlijn Sydney-Parramatta (26 september 1855). Als concerterend solist werkte hij wel met de Sydney Philharmonic Society. Niet veel later richtte hij de New South Wales Academy of Music, een conservatorium op Europese leest geschoeid. In de jaren daarop bouwde hij zijn invloed binnen de muziekwereld in en om Sydney uit met oprichting en lidmaatschappen van diverse verenigingen op dat gebied, stond ook voor het orkest van de Philharmonic Society en was organist van de Sydney Choral Society.
Door al die invloed bloeide de pianohandel gestaag door. Hij moest uitbreiden en verhuizen en kon filialen openen in Toowomba (1884), Brisbane (1888, gesloten in 1986!) en Newcastle (1892). Hij combineerde het met de functie van vredesrechter (justice of peace) (1872), was oprichter en directeur van Mercantile Mutual Insurance Co (vanaf 1879), lid van de Royal Society of New South Wales (1880). Vanaf 1876 tot 1879 tot 1889 was hij wethouder In Petersham en was gedurende 1881-1882 de derde burgemeester van die gemeente. Al die jaren ondernam hij reizen naar Europa, maar in 1892 stokte dat; zijn gezondheid ging achteruit; zij laatste reis eindigde in november 1894. Hij stierf in Stanmore, dan wijk van Petersham.